# تجنيد الجواسيس
يقصد بـ تجنيد عملاء الاستخبارات البشرية باستخدام تقنيات سرية تجنيد عملاء، أو ما يعرف بالجواسيس، يعملون لصالح حكومة أجنبية، أو داخل حكومة البلد المضيف أو هدف آخر له أهمية استخباراتية لجمع المعلومات الاستخباراتية. تعد عملية اكتشاف العملاء المزدوجين أو أولئك الذين يخونون قَسمهم للعمل لصالح دولة أجنبية جزءًا مهمًا من مكافحة التجسس.
يشير مصطلح «الجاسوس» إلى عملاء بشريين يتم تجنيدهم من قبل ضباط في وكالة استخبارات أجنبية.

## أنواع العملاء
قد لا يشتمل الحصول على المعلومات بالضرورة جمع مستندات سرية، فقد تكون المهمة ببساطة مراقبة عدد وأنواع السفن في أحد الموانئ. على الرغم من أن هذه المعلومات قد تكون متاحة بسهولة، إلا أن قوانين العديد من البلدان ستنظر للإبلاغ عنها على أنه تجسس لصالح قوة أجنبية. تتعدد أدوار العملاء ومنها اختصاصات الدعم مثل الاتصالات والتزوير والتخفي، وغيرها.
وفقا لفيكتور سوفوروف، وهو ضابط مخابرات عسكري سوفييتي سابق، فإن جهازه امتلك ضباطا سوفييتيين، تحت غطاء دبلوماسي أو غير رسمي، يتعاملون مع نوعين من العملاء: أساسي ومساعد.
يمكن تشكيل العملاء الأساسيين ضمن مجموعات، على رأس كل مجموعة يعيّن قائدٌ أو ترفع كل مجموعة تقاريرها بشكل مباشر للضابط. يشمل العملاء الأساسيون مزودي المعلومات، سواء من خلال التجسس أو من خلال خبرتهم في بعض الموضوعات المحلية، إضافةً إلى العملاء التنفيذيين الذين توكل إليهم مهام القتل والتخريب وتجنيد العملاء. في الولايات المتحدة، يسمى من يجنّدون العملاء «عملاء الدخول». 
يجب أن يكون كل من قادة العمليات والمجموعة المساعدة سريين في دعمهم للعملاء الأساسيين. قد يكونون ضباط  FIS سريين، مثل رودولف أبيل، الذي جُنّد في البلد المستهدف، أو في دولة ثالثة. واحدة من الاختصاصات المساعدة أو اختصاصات الدعم هي الاتصالات، والتي تشمل البث اللاسلكي السري، البريد الميت، المبعوثين، وإيجاد أماكن للإرسال اللاسلكي الآمن. تشمل الوظائف المساعدة الأخرى الأشخاص الذين يمكنهم «شرعنة» العملاء عبر إعطائهم وظائف لتغطية نشاطهم غير القانوني، والمتخصصين الذين يمكنهم تزوير المستندات أو الحصول على نسخ غير مشروعة من المصدر الفعلي. وتعتبر المنازل الآمنة، ومواقع تسلم البريد الآمنة، والهواتف الآمنة من بين الوسائل المساعدة الأخرى.

### تحديد الهدف
تبدأ عملية التجنيد عادةً بتحديد الأهداف أو الأشخاص الذين يُظهرون إمكانية الوصول إلى المعلومات، أو يكونون مناسبين لبعض أدوار الدعم. قد تبدأ تهيئة ذلك الفرد قبل مدة من القيام بالمهمة، أو قد تتم الأمور دون تهيئة مسبقة. ليست هذه هي الطريقة الوحيدة لتجنيد عملاء، فهناك سيناريو آخر يتقّرب فيه العميل من الوكالة أو يتقدّم منها حاملًا لما يهمها من المعلومات ويشكّل هؤلاء جزءًا كبيرًا من العملاء المجندين. تتحرى الوكالة الاستخباراتية عن العميل المحتمل لتحديد أي علاقة له بوكالة استخبارات أجنبية لتختار أكثرهم ملاءمة فتحدد في النهاية كيفية التقرّب منه.